# Juan José Castañón
Juan José Castañón (ur. 6 sierpnia 1916 w Moreda, zm. 7 października 1934 w Oviedo) – hiszpański męczennik, ofiara wojny domowej w Hiszpanii w latach 1936-39, błogosławiony Kościoła katolickiego.

## Życiorys
Urodził się w wielodzietnej rodzinie jako piąte dziecko. Uczęszczał do szkoły prowadzonej przez Braci szkolnych w Caborana. Później przeniósł się do niższego seminarium duchownego w Valdediós. Ze względu na swój wygląd i charakter był nazywany „Castañín” (Kasztanek). Był gorliwym czcicielem Matki Bożej. Po ukończeniu niższego seminarium wstąpił do wyższego seminarium duchownego w Oviedo. Został zamordowany w wieku 18 lat w czasie wojny domowej w Hiszpanii 7 października 1934 roku w Oviedo. 7 listopada 2018 papież Franciszek podpisał dekret o jego męczeństwie. Beatyfikacja jego i innych 8 kleryków–męczenników z Oviedo odbyła się 9 marca 2019.  